# Шерер, Иоганн Якоб
Иоганн Якоб Шерер (нем. Johann Jakob Scherer; 10 ноября 1825 года, Шёненберг, кантон Цюрих, Швейцария — 23 декабря 1878 года, Винтертур, кантон Цюрих, Швейцария) — швейцарский политик, президент. Член Радикально-демократической партии.

## Биография
Сын торговца лошадьми, Шерер окончил школу в Хоргене и уехал в Италию. В гражданской войне с Зондербундом он участвовал кавалеристом. В 1848 году прошёл курс подготовки офицеров и через четыре года стал штабс-капитаном. В 1854 году женился на Анне Штудер и окончательно поселился в Винтертуре, где и был избран в Кантональный совет. В 1869 году он был членом Конституционного совета и участвовал в пересмотре кантональной конституции. После неожиданной отставки Якоба Дубса, Шерер был избран его преемником в Федеральном совете.
- 1869 — 1870 — глава правительства кантона Цюрих.
- 12 июля 1872 года — 23 декабря 1878 года — член Федерального совета Швейцарии.
- 1872 — 1873 — начальник департамента (министр) финансов.
- 1 января 1873 года — 31 декабря 1874 года — начальник департамента путей сообщения и торговли.
- 1873 — 31 декабря 1873 года — начальник департамента финансов.
- 1 января — 31 декабря 1875 года — президент Швейцарии, начальник политического департамента (министр иностранных дел).
- 1 января 1876 года — 23 декабря 1878 года — начальник военного департамента.

Умер 23 декабря 1878 года от аппендицита.